# 快乐影子之舞
，加拿大英语小说家、2013年诺贝尔文学奖得主爱丽丝·门罗的短篇小说集，也是她的成名作和处女作。该短篇小说集荣获1968年加拿大总督奖。

## 写作和出版
艾莉絲•孟若花了15年才完成《快乐影子之舞》，1968年发表之后荣获加拿大总督奖。

## 内容
《快乐影子之舞》一共包括15个短篇小说故事，分别是：
〈沃克兄弟的牛仔〉
〈光彩奪目的房子〉
〈形象〉
〈兜風〉
〈辦公室〉
〈一醉解千愁〉
〈死亡时間〉
〈蝴蝶的日子〉
〈男孩和女孩〉
〈明信片〉
〈紅洋裝──一九四六〉
〈周日午后〉
〈去海邊走一趟〉
〈乌得勒支的和平〉
〈幸福陰影之舞〉

## 主题和风格
该短篇小说集用沉重而輕盈的笔调主要讲述女人的爱的快乐和痛苦。

## 译著
简体中文版本由张小意翻译。正體中文版本由汪芃、黎紫書翻譯。